# Celestiali
(Quarta di copertina di Gli Eterni - Uccidere un dio)
I Celestiali (Celestials) sono un gruppo di personaggi dei fumetti creati da Jack Kirby (testi e disegni) nel 1976, pubblicati dalla Marvel Comics su Eternals (vol. 1) n. 2 e in Italia su Gli Eterni n.1 dell'editoriale Corno nel 1978.

## Caratteristiche fisiche
I Celestiali sono una delle potenze supreme dell'Universo Marvel. Il loro aspetto è quello di umanoidi alti più di seicento metri (nei fumetti si parla di circa 2000 piedi) rivestiti con un'armatura, dietro la quale nessuno sa cosa si nasconda. L'Eterno Ikaris ritiene che siano esseri di pura energia e che l'armatura permetta loro di interagire con il mondo fisico.

## Storia
I Celestiali furono creati dal Primo Firmamento (il primo solitario universo che precedette la formazione del Multiverso) come suoi servitori. Alcuni di loro si ribellarono e cominciarono a creare la vita per conto proprio.
In principio erano "più numerosi delle stelle", ma a causa di una tremenda guerra che si concluse con la distruzione del Primo Firmamento e la nascita del Secondo Cosmo (o Secondo Infinito) e del Multiverso, vennero decimati.
Uno di loro circa 4 miliardi di anni fa arrivò sulla Terra, allora una poltiglia di "fango sciolto insignificante e privo di vita", perché stava morendo. Nello spazio profondo incontrò infatti un'orda di locuste cosmiche (esseri che si nutrono di mondi appena nati) che lo attaccarono senza possibilità di scampo. Così si ammalò diventando il Paziente Zero e precipitando nello spazio per molti anni prima di cadere sulla terra, nell'attuale Polo Nord, e morire. Il suo decomporsi lentamente per milioni di anni cambiò la traiettoria evolutiva del nostro pianeta alterandola per sempre. Questo Celestiale fu rinominato Il Progenitore o Celestiale Alfa.
100 milioni di anni a.C. arrivò sulla Terra Zgreb L'Aspirante, alla ricerca del Progenitore, suo amante. Venne attaccato dagli Avengers Preistorici che in un primo momento pensavano di aver sconfitto il gigante. La scomparsa di 2 Celestiali attirò l'attenzione dell'intera schiera che ben presto raggiunse il pianeta sconfiggendo senza alcuna fatica il gruppo di supereroi e accorgendosi subito dell'infezione che aveva colpito anche Zgreb. Lasciarono dunque immediatamente il pianeta a marcire avendo paura di essere anche loro infettati. Ma la malattia non uccise il secondo Celestiale, bensì l'orda lo mutò nel primo esemplare di Celestiale Oscuro.
L'orda era particolarmente nociva per i Celestiali che, vedendo il potenziale dell'evoluzione della vita sulla Terra, decisero di non rischiare un loro intervento per distruggere l'infezione definitivamente, ma di lasciar fare agli esseri che avrebbero abitato il pianeta. Per tale motivo la schiera (o corte) di Celestiali ha visitato la Terra in altre 4 occasioni:
- La prima schiera venne sulla Terra un milione di anni fa, quando raggiunsero il nostro pianeta e costruirono delle macchine per poter creare dalla progenie umana due sottospecie in 100 esemplari ciascuna: i Devianti, con un'intelligenza acuta e in grado di riprodursi molteplici volte; e gli Eterni, esemplari immortali e con straordinari poteri. In seguito condussero altri esperimenti simili anche su altre razze, come per esempio su un gruppo di scimmie (che si evolvero sviluppando poteri telecinetici e telepatici per poi venire eliminati dall'Eterno Uranus in quanto potenziale pericolo per la Terra) o come anche gli esperimenti condotti sul pianeta Skrullos creando delle sottospecie degli Skrull. In questo caso furono gli "Skrull Devianti" a prevalere sulle altre due specie. Gli unici esponenti delle altre due specie sono lo Skrull originale e lo Skrull Eterno (Kly'bn).
In quest'occasione, Tiamut il Celestiale dormiente venne lasciato dai suoi compagni in uno stato "comatoso" in una struttura sotterranea accessibile solo a chi ha la genetica di Eterno.
- La seconda schiera venne sulla Terra nell'anno 16.000 a.C.: i Devianti, sviluppatisi in qualche milione di esemplari, dichiararono guerra agli Eterni per far vedere ai Celestiali che solo loro erano degni delle loro attenzioni e di abitare il pianeta. Con la uni-mente bastarono pochi Eterni per richiamare i loro creatori che accorsero subito e fecero dei Devianti il loro pasto riducendoli a poche migliaia di individui, distruggendo tutte le loro terre e relegandoli così ad una vita umiliante da reietti.
- La terza schiera scese intorno all'anno 1200 d.C. con l'obiettivo di dare sostegno allo sviluppo di alcune civiltà umane (per esempio Inca ed Aztechi).
- La quarta schiera arrivò negli anni '70 a giudicare se, all'apice della tecnologia, la razza umana era destinata a poter continuare la vita sulla Terra o andava distrutta per ricominciare di nuovo il cammino dell'evoluzione.

## Celestiali Oscuri
Nell'era moderna un gruppo di Celestiali Oscuri (definiti così poiché infetti) detto L'Ultima Schiera ha abbattuto alcuni Celestiali, i cui corpi sono precipitati sulla Terra, per poter liberare l'orda delle locuste cosmiche che stava riproducendosi nel tempo in miliardi di esemplari ad una profondità di oltre 4 chilometri sotto terra nell'Africa Meridionale. Fu in quest'occasione che si seppe la verità sul vero collegamento tra i Celestiali e gli esperimenti che fecero sulla razza umana per dar vita agli Eterni e ai Devianti. Proprio i potentissimi abitanti del monte Olimpia furono così scioccati dalla verità che si lasciarono morire. Si scoprì poi che era tutto un piano architettato da Loki che viaggiando nello spazio e nel tempo riuscì a radunare i giganti e fargli invadere la Terra liberando anche l'infezione. Furono gli Avengers uniti nella forza dell'uni-mente (pratica insegnata da Ikaris in punto di morte a Tony Stark) a sconfiggere l'intera orda, facendo rinsavire i Celestiali che lasciarono il pianeta in pace con la consapevolezza che la causa della loro malattia fu eliminata per sempre.

## Influenza su Terra-616
I Celestiali sono il motivo principale della presenza di alcuni fra gli individui con superpoteri di Terra-616. La decomposizione del Progenitore deviò il percorso evolutivo della vita terrestre facendo sì che si creasse in primis il genoma portatore dei poteri mutanti detto fattore X, che ha portato quindi allo svilupparsi della specie Homo superior. Questo significa che i Celestiali sono stati, almeno indirettamente, la causa della nascita degli X-Men. Per lo stesso motivo molte delle vicende di portata universale hanno il loro perno di sviluppo sul nostro pianeta.
In seguito il corpo di questo Celestiale venne utilizzato dagli Avengers come base.

## Metodi dei Celestiali
(Tiamut)
Giunti su un pianeta e individuata la specie vitale di base con il potenziale neurologico richiesto i Celestiali prelevano un centinaio di individui a caso e li evolvono in Eterni, mentre un altro centinaio viene evoluto in Devianti. L'equilibrio è mantenuto dal fatto che, nonostante gli Eterni siano molto più potenti dei Devianti, questi ultimi si riproducono esponenzialmente compensando la qualità con la quantità.
Dopo diciannove cicli cosmici il pianeta è pronto per il "raccolto" e l'energia aggregata delle specie base viene incanalata per il Fulcro: esso rappresenta l'ordine cosmico e il primo principio della termodinamica (secondo cui l'energia non può essere né creata né distrutta ma solo trasformata). Solo un'entità può raccogliere l'energia collettiva di un pianeta senza autodistruggersi, l'Orda. Mentre da un lato i Celestiali sono lo strumento della proliferazione, l'Orda è lo strumento della distruzione; come in una leva esso rappresenta il bilanciamento dell'energia su due fronti, Celestiali e Orda.
Se al momento del raccolto il pianeta sarà prosperoso e avanzato significherà che l'impronta degli Eterni è stata preponderante e in tal caso l'energia andrà ai Celestiali; se invece sul pianeta imperversano guerre e barbarie allora avranno prevalso i Devianti e in questo caso l'Orda avrà l'energia.
Ogni razza su cui i Celestiali hanno compiuto esperimenti viene periodicamente visitata da Arishem il Giudice e se le cavie non rispettano lo standard Celestiale egli invia un codice di sterminio a Exitar lo Sterminatore (alto 6.100 metri), che eseguirà la sentenza. La prima volta in cui qualcuno assistette a tale rituale Exitar trasformò un pianeta in un paradiso terrestre, sterminando tutti gli abitanti malvagi e dando ai sopravvissuti una seconda possibilità; di solito, però, la razza colpevole viene cancellata dal cosmo insieme al proprio pianeta.

## Poteri e abilità
I Celestiali sono tra gli esseri più potenti dell'universo Marvel.
Finora hanno dimostrato di poter sigillare intere dimensioni, creare esseri incredibilmente potenti, disintegrare il manufatto asgardiano noto come Distruttore nonostante fosse potenziato dalla forza vitale di tutti gli dei asgardiani eccetto Thor e spostare pianeti a galassie di distanza. Possono inoltre modificare a piacimento le loro dimensioni, hanno una forza fisica potenzialmente infinita e sono quasi invulnerabili; inoltre, nel caso in cui vengano danneggiati, possono rigenerarsi istantaneamente.
I Cubi Cosmici altamente evoluti Kosmos e Kubik - esseri in grado di maneggiare quantità incalcolabili di energia e dotati di enormi poteri di manipolazione della materia - hanno affermato che un singolo Celestiale possiede un potere di vari ordini di grandezza superiore al loro.
Come si può intuire dal nome ognuno di loro ha un campo in cui è più specializzato e ha più potere degli altri; dispongono inoltre di tecnologia e conoscenze fra le più avanzate nell'universo.
In termini di poteri, tra tutti i celestiali il più potente è “Colui che è sopra tutti”, considerato anche il leader della compagine, in quanto i suoi poteri sono onnipotenti dal punto di vista umano ed includono il controllo a livello cosmico sulla materia e su tutte le forme di energia, seguito da “Arishem il giudice”, Celestiale principale a cui venne attribuito il merito di avere creato il primo Sole, portando e generando energia, luce e dunque la vita in tutto l'Universo conosciuto.

## Interazioni con altri personaggi
- Il mutante Apocalisse acquisì le proprie conoscenze scientifiche e tecnologiche riuscendo a entrare all'interno di un vascello spaziale costruito dai Celestiali, da cui uscì completamente trasformato nell'aspetto e dotato di sembianze parzialmente meccaniche; l'astronave venne in seguito usata dalla prima formazione di X-Men come base. L'intelligenza artificiale del velivolo venne poi dotata di un modulo vocale in grado di simulare la voce del Professor Xavier e la sua matrice originale seguì il figlio di Scott Summers e Madelyne Pryor nel XL secolo per curare il piccolo da un'infezione del virus tecno-organico degli alieni della Phalanx. In seguito il bambino, divenuto adulto, tornò indietro nel tempo con il nome di Cable e la matrice del vascello Celestiale venne installata nella base orbitale Greymalkin.
- Gli Osservatori e i Celestiali hanno combattuto una lunga guerra senza alcun esito, vista la natura delle due specie.
- Tiamut il Celestiale Dormiente (o Sognante) è riuscito a modificare a proprio piacimento la realtà creata da Franklin Richards, il figlio di Reed Richards e Susan Storm, portando un'Onda di Caos cosmica e soggiogando il Celestiale Ashema; fu poi esiliato a causa del suo potere di rendere i suoi sogni una realtà concreta, capacità considerata pericolosa persino dai suoi simili. In seguito il Dottor Destino si alleò con Reed e insieme riuscirono a sventare la minaccia rappresentata dal Celestiale, ma prima di soccombere quest'ultimo scambiò le loro personalità[9].
- Nella saga La Sfida del Dottor Destino si può notare come Tiamut sia fisicamente più grande addirittura di Exitar lo sterminatore, tanto da potere prendere in mano e distruggere la gigantesca nave del Dottor Destino, le cui dimensioni sfiorano quelle dell'isola di Manhattan. È probabile però che il Celestiale Dormiente abbia la capacità di variare la propria massa, visto che appare di dimensioni ridotte quando intrappola Reed e Destino tra le mani.
- Secondo una teoria di Richards i Decaduti hanno adottato tale nome poiché sconfitti dai Celestiali.
- Quando il Ghost Rider Robbie Reyes sfidò in una gara il re degli inferi, il Ghost Rider Johnny Blaze, si scontrò contro Callus il Vuoto che era posseduto dall'anima di suo zio Eli[10].
- Durante la saga The Final Host del 2018 Ghost Rider si è impossessato del corpo di un Celestiale morto per poter combattere contro i Celestiali Oscuri e in esso è confluito anche il potere dell'uni-mente creata dagli Avengers.
- Knull, il dio dei simbionti, è il Signore dell'Abisso, il baratro esistenziale fra il precedente universo distrutto e la realtà primaria che ha preso il suo posto. Giurò vendetta su ogni cosa viva nata dai Celestiali. Egli ha ucciso un Celestiale decapitandolo ed incanalandone il potere divino nella Necrospada[11] migliaia di anni fa. Quando invase la Terra si scoprì che lo stesso Knull aveva posseduto con i suoi simbionti altri 3 Celestiali. Uno di questi fu poi utilizzato da Tony Stark che riuscì ad interrompere il collegamento con il nemico iniettando nel gigante il tecnovirus Extremis ed utilizzandolo come armatura per combattere gli altri due[12].
- Loki di Terra-616 insieme a Wolverine di un altro mondo, hanno incontrato i Celestiali durante un piano divino che ha riunito gli Avengers[13].

## Celestiali conosciuti
- Arishem il giudice (Arishem the Judge): un celeste incaricato di giudicare se la civiltà di un pianeta vivrà o morirà.
- Ashema L'ascoltatrice (Ashema the Listener): un celestiale incaricato, insieme a Nezarr il Calcolatore, di recuperare Franklin Richards per la valutazione come nuovo membro dei Celestiali.
- Il Celestiale Blu (The Blue Celestial): il primo celestiale con nascita documentata.
- Il Celestiale Rosso (The Red Celestial): il celestiale ha il compito di aiutare a far nascere Il Celestiale Blu.
- Callus Il vuoto (Callus the Void): uno dei celestiali si è trasformato in un Celestiale Oscuro.
- Distruttore Celestiale (Celestial Destructor): membro degli Aspiranti, fu inviato dal Primo Firmamento per causare quanto più danno possibile all'Eternità. Fu affrontato dai Vendicatori, dagli X-Men, dagli Ultimates e da altri innumerevoli eroi e fu bandito dagli utilizzatori di magia con l'uso di un incantesimo dal Libro dei Vishanti[14].
- Il Giardiniere Celestiale (The Celestial Gardener): un celestiale incaricato del mantenimento dell'entità dell'Apocalisse sulla Terra[15].
- La Madonna Celestiale (The Celestial Madonna): Una Celeste che arrivò nel 114 D.C. al palazzo di Zhang Heng. All'epoca era "incinta" e voleva consumare la Terra o la Luna per sopravvivere, ma Zhang Heng la convinse a consumare invece il Sole, cosa che la uccise immediatamente[16].
- Devron Lo sperimentatore (Devron the Experimenter): un giovane celestiale incaricato di vegliare sulla Terra insieme a Gamiel il Manipolatore.
- Il Celestiale Sognante (The Dreaming Celestial): originariamente conosciuto come Tiamut il comunicatore (o Tiamut, Il Celestiale dormiente); un Celestiale rinnegato.
- Ea il saggio (Ea the Wise): piccolo celestiale chiamato Jiminy Cricket[17]
- Eson il ricercatore (Eson the Searcher): il Celestiale incaricato di "cercare".
- Exitar Lo sterminatore (Exitar the Exterminator): un Celestiale incaricato di distruggere la vita sui mondi che falliscono i test dei Celestiali.
- Il Caduto (Fallen) alias Zgreb l'aspirante (Zgreb the Aspirant): un celeste squilibrato che venne sulla Terra durante l'età della pietra, apparentemente alla ricerca di qualcosa[18]. Questo Celeste era in realtà l'amante del Progenitore e lo stava cercando prima di essere sconfitto e lasciato morto nelle profondità della Terra da Odino e dai suoi Vendicatori preistorici. Quando Loki fece rivivere Zgreb dal suo lungo sonno, scoprì che l'Orda non aveva ucciso Zgreb; invece l'Orda lo trasformò in un Celestiale Oscuro, ora noto come Zgreb il sofferente (Zgreb the Sorrower).
- Gamiel Il manipolatore (Gamiel the Manipulator): un giovane celestiale incaricato di vegliare sulla Terra insieme a Devron lo sperimentatore.
- Gammenon Il raccoglitore (Gammenon the Gatherer): un celestiale incaricato di raccogliere campioni di tutte le forme di vita presenti su un pianeta durante un Celestial Host.
- Geun il boia [19] (Geun the Executioner): uno scienziato umano diventato celestiale[20].
- Groffon il rigurgitore (Groffon the Regurger): Un celestiale oscuro che distrugge i pianeti. Viene ucciso da Deadpool mentre cerca di distruggere la Terra[21].
- Hargen il misuratore (Hargen the Measurer): un celestiale incaricato di misurare o quantificare i pianeti esaminati dai Celestiali.
- Jemiah L'analizzatore (Jemiah the Analyzer): un celestiale incaricato di analizzare campioni di forme di vita.
- Kahltro il riparatore (Kahltro the Tinkerer): un celestiale incaricato di creare strumenti di distruzione.
- Marazov il Penitente (Marazov the Penitent): uno scienziato umano diventato celestiale[20].
- Neena the Luck Dragon: la supereroina Domino, trasformata in una Celestiale dalla Creazione Constellation per fermare Geun[22].
- Nezarr, Il calcolatore (Nezarr the Calculator): Un Celestiale che è un matematico e possiede la capacità di proiettare illusioni.
- Obliteron: Uno dei Celestiali che è stato trasformato in un Celestiale Oscuro.
- Oneg, l'esploratore (Oneg the Prober): Un Celestiale incaricato della sperimentazione e dell'implementazione.
- Il Progenitore (The Progenitor): Il primo celestiale a visitare la Terra. Questo celestiale era stato infettato, mentre viaggiava nello spazio profondo, dall'Orda che alla fine lo uccise. Una nuova versione del Progenitore fu successivamente resuscitata per porre fine alla guerra degli Eterni contro la nazione mutante di Krakoa. Questo Celeste iniziò quindi a giudicare se la civiltà del pianeta Terra vivrà o morirà.
- The Red/Blue Judge[23]: Il celestiale incaricato di giudicare se la civiltà di un pianeta vivrà o morirà.
- Scathan the Approver[24]: un celestiale della linea temporale/realtà alternativa Terra-691 che ha il compito di approvare o disapprovare le situazioni. Sembra che Scathan esista anche su Terra-616, il Primo Universo Marvel[25].
- Star Child: una "Variante celestiale", il figlio della Madonna Celestiale. Nacque sul sole in seguito alla morte di sua madre e fu recuperato da Leonardo da Vinci[26].
- Supremo (One-Above-All): Il leader dei Celestiali e temporaneamente contrassegnato come l'ultimo Celestiale vivente. Non deve essere confuso con One-Above-All[27].
- Xodus il Dimenticato (Xodus the Forgotten): un mutante M'Kraan si è evoluto in un Celestiale sulla Terra-92131[28].
- Tefral, Il rivelatore (Tefral the Surveyor): un celestiale incaricato di rilevare e mappare la geografia dei pianeti.* Testa Divina (Godhead): un celestiale silenzioso a cui è stato assegnato il compito di osservare il pianeta Viscardi. Dopo che gli abitanti rivelarono il loro desiderio di diventare potenti come lui, creò il Black Vortex[29].
- Valknar l'esumatore (Valknar the Exhumer): uno dei Celestiali che è stato trasformato in un Celestiale Oscuro.
- Ziran, L'esaminatore (Ziran il Tester): un Celestiale incaricato di testare la stabilità del materiale genetico delle forme di vita che altera.

## Altri media

### Marvel Cinematic Universe
- I Celestiali vengono nominati dal Collezionista nel film Guardiani della Galassia (2014): uno di loro, Eson il Ricercatore, compare su uno degli schermi di Taneleer Tivan. Il luogo dell'incontro dei Guardiani con il Collezionista è Ovunque: è la testa mozzata di un Celestiale.
- In Guardiani della Galassia Vol. 2 (2017), il padre di Star-Lord, Ego, afferma di essere un Celestiale, sebbene venga effettivamente rappresentato come il Pianeta Vivente che è nei fumetti, apparendo in forma umana (interpretato da Kurt Russel) per poter interagire con le altre persone.
- I Celestiali compaiono ufficialmente nel film Eternals (2021). Quattro di loro (Arishem il Giudice, Jemiah l'Analizzatore, Hargen il Misuratore e Nezarr il Calcolatore) vengono visti in una visione di Sersi durante la creazione dell'universo; Arishem avrà un ruolo rilevante, monitorando costantemente nel corso dei millenni i progressi evolutivi dell'umanità grazie agli Eterni ed  informando prima Ajak ed in seguito anche Sersi del loro reale scopo e dell'imminente Emersione, un fenomeno che porterà alla nascita di un nuovo Celestiale, Tiamut (il Comunicatore), ma che segnerà anche la totale distruzione della Terra. Grazie agli sforzi congiunti degli Eterni sopravvissuti (Ajak e Gilgamesh perderanno la vita per mano dei Devianti), nonostante l'opposizione di Ikaris e Sprite (che intendevano favorire l'Emersione), Sersi riuscirà a pietrificare Tiamut, ormai in procinto di nascere, grazie al potere dell'Uni-Mente. Nella scena finale Arishem apparirà dinnanzi alla Terra per prelevare Sersi, Kingo e Phastos in modo da valutare personalmente, tramite i loro ricordi, se la sopravvivenza del genere umano valga realmente il sacrificio di un Celestiale, dichiarando infine che, se così non sarà, tornerà per scatenare il suo Giudizio sul pianeta.